# Pierre Puget
Pierre Puget (født 31. oktober 1622 i nærheden af Marseille, død 2. december 1694 i Marseille) var en fransk maler, billedhugger og arkitekt.
Puget arbejdede i en kraftfuld og dynamisk barokstil. Det betød at han i princippet blev fundet uacceptabel ved det franske hof, hvor en mere tilbageholdende og klassicistisk stil blev foretrukket.